# Consol Pastor Martínez
Consol Pastor Martínez (Barcelona, 6 de març de 1887 – Barcelona, 20 d'abril de 1973) fou una bibliotecària catalana.

## Biografia
Fou l'alumna número 1 de la primera promoció de l'Escola Superior de Bibliotecàries (1915–1918). Com algunes de les seves companyes, ja era mestra quan ingressà a l'Escola. En una entrevista d'Aurora Díaz-Plaja explicava que va estudiar magisteri perquè era la única sortida per les dones que volien estudiar, però que va decidir seguir la carrera de bibliotecària tan bon punt es creà perquè la seva màxima afició era l'estudi. Sota el guiatge d'Eugeni d'Ors, que en aquells primers anys era professor i director de l'Escola, les alumnes col·laboraren en diverses traduccions que es publicaren a les col·leccions Quaderns d'Estudi i Minerva, com ara Guillem Tell, de Friedrich von Schiller, i Germà i germana, de Johann Wolfgang von Goethe; ella mateixa també publicà a Quaderns d'Estudi el treball "Set iniciadors de la psicologia actual" (febrer, 1917).
El juliol de 1918 va ser nomenada directora de la primera biblioteca popular de la Mancomunitat de Catalunya, la de Valls. Un any després es va traslladar a Barcelona en guanyar la plaça de professora auxiliar de l'Escola Superior de Bibliotecàries. En aquest càrrec donava suport al professorat i els substituïa les baixes —més d'una vegada va haver d'assumir força docència, com quan Ors va ser foragitat de la Mancomunitat i de l'Escola, o quan el maig de 1924 la majoria del professorat de la Universitat Industrial va ser destituït o dimití en solidaritzar-se amb el professor belga Georges Dwelshauvers. El 1928 va ser nomenada bibliotecària de l'Escola quan la biblioteca iniciada el 1920 tenia ja prou envergadura per requerir la dedicació d'una professional. Va romandre en aquest càrrec fins que es va jubilar el 1957, amb la interrupció d'uns mesos al final de la Guerra Civil, en què va gaudir d'un permís justificat per estudiar l'organització de la Bibliothèque d'Art et Industrie Forney i la Bibliothèque du Conservatoire des Arts et Métiers de París. Els sous de les bibliotecàries eren força migrats, i per això algunes tenien diversos llocs de treball; Consol Pastor, durant els anys vint i trenta, simultaniejà la seva tasca a l'Escola amb la de directora de la Biblioteca Popular de la Dona fundada per Francesca Bonnemaison.
A més dels seus treballs d'estudianta, esmentats més amunt, col·laborà en l'Anuari de les biblioteques populars amb la memòria de la Biblioteca de l'Escola i en la revista Biblioteconomia. L'any 1954, ben propera la seva jubilació, encara hi escrivia un article dedicat a Eugeni d'Ors que traspuava la seva gran admiració pel mestre i primer director de l'Escola.
Consol Pastor morí a Barcelona a 86 anys, el 20 d'abril de 1973. El 2023, el Govern de la Generalitat de Catalunya va aprovar commemorar oficialment l'Any Consol Pastor Martínez, en escaure's el cinquantenari del seu traspàs.